# プラモッロ
プラモッロ（伊: Pramollo）は、イタリア共和国ピエモンテ州トリノ県にある、人口約200人の基礎自治体（コムーネ）。

## 地理

### 位置・広がり

#### 隣接コムーネ
隣接するコムーネは以下の通り。
- アングローニャ
- インヴェルソ・ピナスカ
- ペッレーロ
- ポマレット
- サン・ジェルマーノ・キゾーネ

## 行政

### 分離集落
プラモッロには、以下の分離集落（フラツィオーネ）がある。
- Pellenchi, Case nuove di Pomeano, Sapiat, Bouchart, Ruâ, Buas, Ribet, Clot